# Округ Контра Коста
Округ Контра Коста (енгл. Contra Costa County) округ је у савезној држави Калифорнија, САД. Налази се у Заливској области Сан Франциска. Један је од првобитних округа Калифорније који су формирани 1850. Име округа потиче од шпанских речи Contra Costa, што у преводу значи супротна обала. Седиште округа је Мартинез, док је највећи град Конкорд. Површина округа је 2.077,6 km², од чега је 1.864,7 (89,75%) копно, а 212,9 km² вода.
Према попису из 2010, округ је имао 1.049.025 становника, и био је девети најнасељенији округ у Калифорнији.

## Највећи градови
| Град        | Бр. становника (2010) |  |
| ----------- | --------------------- |  |
| Конкорд     | 122.067               |  |
| Ричмонд     | 103.701               |  |
| Антиок      | 102.372               |  |
| Сан Рамон   | 72.148                |  |
| Волнат Крик | 64.173                |  |